# Carl Albin Haendel
Carl Albin Haendel (* 21. Mai 1809 in Pirna; † 1886) war ein deutscher Verlagsbuchhändler.

## Leben und Wirken
Nach dem Besuch der Bürgerschule in Pirna und der Thomasschule in Leipzig trat er ab 1823 eine Lehre im Buchhändlergeschäft von Brockhaus an. 1831 wechselte er nach Pest zur Sortiments- und Verlagsbuchhandlung von Otto Wigand und Gustav Heckenast, wo er 1838 Geschäftsführer und 1842 Associé wurde. Später kehrte er nach Leipzig zurück, wo er 1847 von Georg Wigand den Verlag des malerischen und romantischen Deutschlands übernahm.

## Publikationen (Auswahl)
- Papa’s und Mama’s Erzählungen für die lieben Kleinen. Nach dem Englischen. Leipzig, 1853.
- Inseraten-Versendungsliste. Verzeichniß der deutschen Zeitschriften wissenschaftl. u. unterhaltenden Inhalts, welche Inserate aufnehmen. Nach den Wissenschaften geordnet. 1–16, Leipzig, Jahrg. 1859–74
- Die Staats- und Privatlotterie- oder Prämien-Anleihen in übersichtlicher Zusammenstellung mit den Verloosungsplänen u. mit den arithmetisch geordneten Verzeichnissen der gezogenen Serien oder Loose. Leipzig, Haendel. 1. Bd. 1861.
- Praktisches Taschen-Hülfsbuch für Kaufleute, Fabrikanten u. Gewerbsleute. Leipzig, 1861.